# Ольховка (приток Иловли)
Ольхо́вка — река в России, протекает в Котовском и Ольховском районах Волгоградской области. Правый, крупнейший приток Иловли, бассейн Дона.

## География
Ольховка начинается северо-восточнее села Попки, течёт на юго-запад, протекая через село, затем поворачивает на юг. На реке находятся населённые пункты Новоольховка, Гурово, Киреево, Разуваев, Клиновка и Ольховка. В Киреево Ольховка принимает левый приток Чертолейку. Впадает в Иловлю в 146 км выше устья последней, около села Каменка. Длина реки составляет 71 км, площадь водосборного бассейна — 934 км².

## Данные водного реестра
По данным государственного водного реестра России относится к Донскому бассейновому округу, водохозяйственный участок реки — Иловля, речной подбассейн реки — Дон между впадением Хопра и Северского Донца. Речной бассейн реки — Дон (российская часть бассейна).
Код объекта в государственном водном реестре — 5010300412107000009379.